# Pieriejasławka
Pieriejasławka (ros. Хор) – osiedle typu miejskiego w Rosji, w Kraju Chabarowskim, ośrodek administracyjny rejonu imienia Łazo. W 2021 liczyło 7892 mieszkańców.